# Tamara Horacek
Tamara Horaček (Požega, 5 de noviembre de 1995) es una balonmanista internacional francesa, que juega de central en el RK Krim Mercator Ljubljana, dos veces medallista olímpica y campeona del Mundo con Francia en 2023.

## Trayectoria
Formada en el Metz Handball, debutó con el primer equipo en 2013 y completó una primera etapa (2013–2017) antes de fichar por Issy Paris/Paris 92 (2017–2020). En 2020 emprendió su primera experiencia en el extranjero con el Siófok KC húngaro (2020–2021) y regresó a Metz (2021–2023). En 2023 se incorporó a Neptunes de Nantes y, tras los Juegos Olímpicos de 2024, firmó por el RK Krim de Eslovenia para la temporada 2024–25.

### Clubes
Jugadora versátil (central y lateral), participó con Metz en la Liga de Campeones y conquistó con las Dragonnes títulos de liga y Copa de Francia; con Siófok fue subcampeona de la Liga Europea 2020-21, mientras que en Nantes ejerció de capitana en 2023-24 antes de su traspaso a Krim.

### Trayectoria de clubes
- 2013 – 2017:  Metz Handball.[2]
- 2017 – 2018:  Issy Paris Hand.[2][8]
- 2018 – 2020:  Paris 92.[2][9]
- 2020 – 2021:  Siófok KC.[2][6]
- 2021 – 2023:  Metz Handball.[2][7]
- 2023 – 2024:  Neptunes de Nantes.[2][3]
- 2024 –:  RK Krim.[2][5]

### Selección
Internacional absoluta con Francia desde 2016, logró la plata olímpica en Río de Janeiro 2016 y en París 2024, además de la plata en el Mundial 2021 y el oro en el Mundial 2023. En París 2024 fue la máxima goleadora de Francia y la segunda del torneo (40 tantos).

## Premios y títulos

### Con la selección
- 1 x medalla de oro en Campeonato Mundial de Balonmano Femenino (2023).[1][12]
- 2 x medalla de plata en Juegos Olímpicos (2016, 2024).[10][13]
- 1 x medalla de plata en Campeonato Mundial de Balonmano Femenino (2021).[1]
- 1 x medalla de bronce en Campeonato Europeo de Balonmano Femenino (2016).[12]

### Con sus clubes
- 4 x Liga de Francia (2014, 2016, 2017, 2022) con Metz Handball.[7][14]
- 2 x Copa de Francia (2017, 2022) con Metz Handball.[15]
- 1 x Liga de Eslovenia (2025)[16]
- 1 x Copa de Eslovenia (2025)

### Galardones individuales
- En diciembre de 2016 fue nombrada Chevalier de la Orden Nacional del Mérito de Francia.[17]

## Vida personal
Es hija de la exinternacional croata Vesna Horaček. Sufrió una grave lesión de rodilla en noviembre de 2018 que la apartó de la Euro 2018.